# 働かないおじさん
働かないおじさん（はたらかないおじさん）とは、周囲の期待する役割に対して、成果や行動が伴っていない中高年の男性社員を指す用語。存在感が薄いため妖精さん（ようせいさん）とも呼ばれる。全く働いていないわけではないものの、働きに見合わない高い報酬を受け取っているとして批判されている。
「働かないおじさん」という用語自体は、少なくとも2013年にはビジネス評論家の楠木新によって言及されている。2014年には「働かないおじさん」に関する著書も出ている。

## 実態

### 識学による調査
2022年4月に株式会社識学が行った調査によると、会社に働かないおじさんがいると答えた者は49.2％であった。また、そのうち9割以上の者は何らかの悪影響を受けているとした。
働かないおじさんが仕事中にしていることについては、以下の行動が上位に挙げられた。
1. 休憩が多い[注釈 3]：49.4%
2. ボーっとしている：47.7%
3. 無駄話をしている：47.3%
4. ネットサーフィンをしている：35.3%
5. プライベート・趣味について調べている：28.7%

### 難波による分析
人事コンサルタントの難波猛は、働かないおじさんは決して悪意を持って「働かない」わけではないとしている。本人としては真面目にコツコツと働いてきた、頑張ってきたと考えている人も多いという。しかし、ミドルシニアは若手よりも報酬が高く、また、より責任や影響力のある立場にあることが多いため、それに見合った十分な成果が出せなくなってしまっていると指摘している。
その認識を前提に、働かないおじさん問題は日本社会としても看過できない問題だと難波は指摘している。この問題は様々な要因が複合的に重なって生じており、本人や会社の問題だと短絡的に考えて犯人捜しするものではないとする。その解決のためには、「本人・会社・社会が抱える複雑な問題として認識した上で、最適解を模索し相互に努力し続けること」が大切であるとしている。

## 類型
難波は、問題整理のために以下の6タイプへの類型化を試みている。
1. 期待している成果が出ない（成果のミスマッチ）
2. 仕事への意欲が不足している（意欲のミスマッチ）
3. 本人が良かれと思ってやっている言動がズレている（期待のミスマッチ）
4. 成功体験が邪魔して話が伝わらない（コミュニケーションコストの問題）
5. 年上部下・年下上司が、お互い遠慮してしまう（心理的コストの問題）
6. 改善や変化をするのに時間がかかる（時間的コストの問題）

また難波は、以下の5タイプへの類型化も試みている。
1. Windows 2000型（報酬と成果のギャップ）
2. 燃え尽き型（意欲のギャップ）
3. 勘違い型（期待のギャップ）
4. 元エース型（時代とのギャップ）
5. はしご外され型（ポジションのギャップ）

## 対応
一般的に、「能力の低い人は自分の能力を過大評価する」という認知バイアスが存在すると言われ、これをダニング＝クルーガー効果という。そのため、働かないおじさんの何らかの「ズレ」を修正しようとしても、反発や抵抗感を持たれやすい。そこで、 周囲ができるサポートとして、次の4つの段階を踏みながら働かないおじさんの姿勢や行動を変えていくことを難波は提唱している。
1. 否定フェーズ
最初は正常性バイアスが働いて、自分は正しいと考えてしまう（現実の否定）。そのため、厳しいことでも本人にきちんと伝え、働かないおじさんが不都合な事実も含めて正しい情報と向き合って、現実を受け入れられるようにする。
2. 抵抗フェーズ
現実を受け入れても、「自分のせいではない」という他責思考により感情面で納得できないことが多い。無理に説得するのではなく、「気持ちの吐き出し」と「言語化」を図り、本人の言い分に傾聴することが大切である。
3. 探求フェーズ
「こんな風になりたい」という自分の将来像を具現化し、その達成に向けた計画を一緒に考え、支援する。このとき、あくまで本人が主体となって考えられるように注意し、内発的な変化を促す。
4. 決意フェーズ
立案した計画を実行し、行動を変化させていく。行動を持続させるためには、「承認欲求」と「自己実現欲求」をうまく仕組み化・習慣化することが大切である。